# Jarosław Różański (duchowny)
Jarosław Stanisław Różański (ur. 1961 w Biłgoraju) – polski duchowny katolicki, Misjonarz Oblat Maryi Niepokalanej (OMI), profesor nauk teologicznych, profesor nadzwyczajny Uniwersytetu Kardynała Stefana Wyszyńskiego.

## Życiorys
W 1987 ukończył studia teologiczne i przyjął święcenia kapłańskie. W 1991 ukończył studia z zakresu filologii polskiej na Uniwersytecie im. Adama Mickiewicza w Poznaniu. W 1996 uzyskał licencjat kanoniczny z misjologii. Doktorat obronił w 1998. Habilitował się w 2004. W 2014 otrzymał tytuł naukowy profesora nauk teologicznych.
Specjalizuje się w Misjologii. Zajmował stanowiska: wiceprezesa Polskiego Towarzystwa Afrykanistycznego (2002-2012), redaktora naczelnego czasopisma Lumen Gentium. Zeszyty Misjologiczne, kierownika Katedry Historii Misji i kierownika Sekcji Misjologii na Wydziale Teologicznym UKSW (2004-2013), a także prodziekana tego wydziału (2005-2008). Od 2013 pełni funkcje dyrektora Instytutu Dialogu Kultury i Religii na WT UKSW oraz kierownika wchodzącej w skład tego instytutu Katedry Misjologii. Jest członkiem: Komitetu Episkopatu Polski ds. Dialogu z Religiami Pozachrześcijańskimi (od 1998), zarządu Polskiego Towarzystwa Afrykanistycznego (od 2012) i zarządu Association of Oblate Institutes of Higher Studies (od 2008).
Został odznaczony Srebrnym Krzyżem Zasługi.

## Autorskie publikacje monograficzne
- Drzewo pokornie zasadzone wyrosło i wypuściło nowe gałęzie. Misje polskich Oblatów Maryi Niepokalanej w Kamerunie Północnym (1994)
- W cieniu góry Lam (1994)
- Medycyna i ewangelizacja. Rozmowy z Wandą Błeńską (wraz z Ambrożym Andrzejakiem; 1996)
- Misje w kraju Betsimisaraka. Polscy oblaci na Madagaskarze (1998)
- Misje a promocja ludzka (2001)
- Inkulturacja Kościoła wśród ludów Środkowego Sudanu (2004)
- Wokół koncepcji inkulturacji (2008)
- Polscy oblaci wśród Indian i Inuitów (2012)
- Misjonarze oblaci Maryi Niepokalanej na Madagaskarze (1980-2010) (2012)
- Polskie misjonarki i misjonarze w Afryce (2012)